# Wasyl Tofan
Wasyl Wasylowycz Tofan, ukr. Василь Васильович Тофан (ur. 13 lutego 1974 we wsi Prutiwka, w obwodzie iwanofrankowskim) – ukraiński piłkarz, grający na pozycji pomocnika.

## Kariera piłkarska

### Kariera klubowa
Wychowanek DJuSSz w Śniatynu oraz SDJuSzOR Prykarpattia Iwano-Frankowsk. Podczas nauki w Pedagogicznym Instytucie w Tarnopolu bronił barw amatorskiej drużyny Łysonia Brzeżany. Potem odbywał służbę wojskową w trzecioligowym CSK ZSU Kijów. Po demobilizacji występował w amatorskiej drużynie Pokuttia Kołomyja, skąd na początku 1996 został zaproszony do Prykarpattia Iwano-Frankowsk, w barwach którego 28 marca 1996 debiutował w Wyższej Lidze Ukrainy. Wtedy w iwanofrankowskim zespole zebrano wiele dobrych piłkarzy, dlatego przeniósł się do pierwszoligowego klubu Krystał Czortków. W międzyczasie rozegrał jeden mecz w farm klubie FK Tyśmienica. Na początku 1997 przeszedł do Bukowyny Czerniowce. Latem 1998 został zaproszony przez trenera Mychajła Fomenka do Metalista Charków. Kiedy w 2002 rozpoczął się proces odmłodzenia zespołu próbował swoich sił w klubach Terek Grozny oraz Sheriff Tyraspol, ale nie został ich piłkarzem. Na początku 2003 ponownie zaproszony przez trenera Ihora Jurczenka do Prykarpattia (zmienił nazwę na Spartak), w którym został obrany na kapitana drużyny. Kiedy latem klub spadł z Wyższej Lihi, trener został zwolniony a piłkarz przestał trafiać do składu podstawowego, dlatego najpierw grał w amatorskiej drużynie Merkurij-CzTEI Czerniowce, a potem podczas przerwy zimowej sezonu 2003/04 przeniósł się do Bukowyny. Na początku 2006 został piłkarzem nowo utworzonego klubu Fakeł Iwano-Frankowsk, który po rozformowaniu Spartaka latem 2007 przyjął nazwę Prykarpattia. Podczas przerwy zimowej sezonu 2007/08 powrócił do Bukowyny, a w końcu roku zakończył karierę.

## Sukcesy i odznaczenia

### Sukcesy klubowe
- wicemistrz Drugiej lihi Ukrainy: 2006, 2007